# (20455) Pennell
(20455) Pennell (1999 LE4) – planetoida z pasa głównego asteroid okrążająca Słońce w ciągu 3,55 lat w średniej odległości 2,32 j.a. Odkryta 9 czerwca 1999 roku.